# Mikołaj Kruszewski
Mikołaj Kruszewski (ur. 18 grudnia 1851 w Łucku, zm. 31 października?/12 listopada 1887 w Kazaniu) – polski językoznawca, indoeuropeista, prekursor fonologii, przedstawiciel kazańskiej szkoły językoznawczej.

## Życiorys
Pochodził z rodziny szlacheckiej, pieczętującej się herbem Habdank. W rodzinnej miejscowości uczęszczał do trzyletniej szkoły powiatowej. Po ukończeniu gimnazjum w Chełmie studiował filozofię, psychologię  i logikę na Wydziale Filologiczno-Historycznym Carskiego Uniwersytetu Warszawskiego. W 1876 roku uzyskał stopień kandydata nauk. Z powodu trudnych warunków materialnych zdecydował się przyjąć posadę nauczyciela w Troicku w guberni orenburskiej. Po nawiązaniu kontaktu z Janem Baudouinem de Courtenay, profesorem na uniwersytecie w Kazaniu, Kruszewski w 1878 zamieszkał w Kazaniu, by tam się kształcić pod jego kierunkiem. W Kazaniu uczęszczał nie tylko na wszystkie wykłady swojego mistrza, ale także na jego domowe seminaria ogólnojęzykoznawcze, slawistyczne, lituanistyczne i sanskrytologiczne. Okazał się bardzo zdolnym uczniem, który nie tylko chłonął wiedzę od swojego mistrza, ale ją twórczo rozwijał. W 1883 sam podjął wykłady na kazańskim uniwersytecie.  

## Wkład do badań nad językiem
Należał obok Baudouina de Courtenay do głównych przedstawicieli kazańskiej szkoły lingwistycznej. Miał swój udział m.in. w stworzeniu koncepcji fonemu jako jednostki różnicującej znaczenia. 
Myśl naukową Mikołaja Kruszewskiego usiłował rozpowszechniać w gronie międzynarodowym Baudouin de Courtenay. Podczas posiedzenia Towarzystwa Językoznawczego w Paryżu w 1881 r. przedstawił dwie rozprawy Kruszewskiego. Wtedy właśnie uczestniczący w zjeździe szwajcarski językoznawca, uważany za twórcę strukturalizmu w językoznawstwie,  Ferdinand de Saussure zetknął się z tezami polskich uczonych, które następnie przejął i rozwinął.
Dopiero w ostatnich czasach znaczenie prac Mikołaja Kruszewskiego zostało należycie przedstawione przez Romana Jakobsona w Wyborze pism  M. Kruszewskiego (wydane w 1967).

## Prace Mikołaja Kruszewskiego (wybór)
- Über die Lautabwechslung (1881)
- Prinzipien der Sprachentwicklung (1884–1890)
- Przyczynek do historyi pierwotnych samogłosek długich  (1885)
- Wybór pism (1967)

## Literatura biograficzna
- Baudouin de Courtenay, J.: Mikołaj Kruszewski, jego życie i prace naukowe, Warszawa 1889.
- Baudouin de Courtenay J.: Mikołaj Kruszewski, his life & scholarly work (transl. by Wayles Browne, and ed. by Arleta Adamska-Sałaciak and Magdalena Smoczyńska), Kraków 2005.
- Anderson, S.R., 1985. Phonology in the Twentieth Century. Chicago, The University of Chicago.
- Fisiak, J., 1978. Wstęp do współczesnych teorii lingwistycznych. Warszawa, Wydawnictwo Szkolne i Pedagogiczne.
- Jakobson, R. (1972). The Kazan school of Polish linguistics and its place in the international development of phonology. In: Jakobson, R. (ed) Selected Writings. Vol. II: Word and Language. Hague: Mouton.
- Kruszewski, Mikołaj, [1995]. Writings in General Linguistics: On Sound Alternation| (1881) and Outline of Linguistic Science (1883) (Koerner, E.F.K., ed.), John Benjamins Publishing Co.
- Radwanska-Williams, Joanna (1993) A Paradigm Lost: The linguistic Thought of Mikołaj Kruszewski, Amsterdam Studies in the Theory and History of Linguistic Science, Vol 72, E.F.Konrad Korner ed., Amsterdam; 200 stron.